# Jamie Campbell Bower
James Metcalfe „Jamie” Campbell Bower (ur. 22 listopada 1988 w Londynie) – brytyjski aktor filmowy, teatralny i telewizyjny, muzyk i model.

## Filmografia
- Sweeney Todd: Demoniczny golibroda z Fleet Street (Sweeney Todd: The Demon Barber of Fleet Street) (2007) jako Anthony Hope
- Oorlogswinter (Winter in Wartime) (2008) jako Jack
- Rock’N'Rolla (RocknRolla) (2008) jako fan rocka
- serial TV „The Prisoner” (2009) jako numer 11-12
- Saga „Zmierzch”: Księżyc w nowiu (Twilight Saga: New Moon) (2009) jako Kajusz
- Harry Potter i Insygnia Śmierci Część 1 (Harry Potter and the Deathly Hallows) (2011) jako młody Gellert Grindelwald
- serial Camelot (2011) jako król Artur
- Saga „Zmierzch”: Przed świtem – część 2 (Twilight Saga: Breaking Dawn)  (2011/2012) jako Kajusz
- Dary anioła: Miasto kości (2013) jako Jace Wayland
- Will (serial telewizyjny) (2017) jako Christopher Marlowe
- Fantastyczne zwierzęta: Zbrodnie Grindelwalda (2018) jako młody Gellert Grindelwald
- Stranger Things (2022) jako Vecna (sezon 4)